# 북아메리카의 세계유산
다음은 북아메리카의 유네스코 세계유산 목록이다.

## GTM

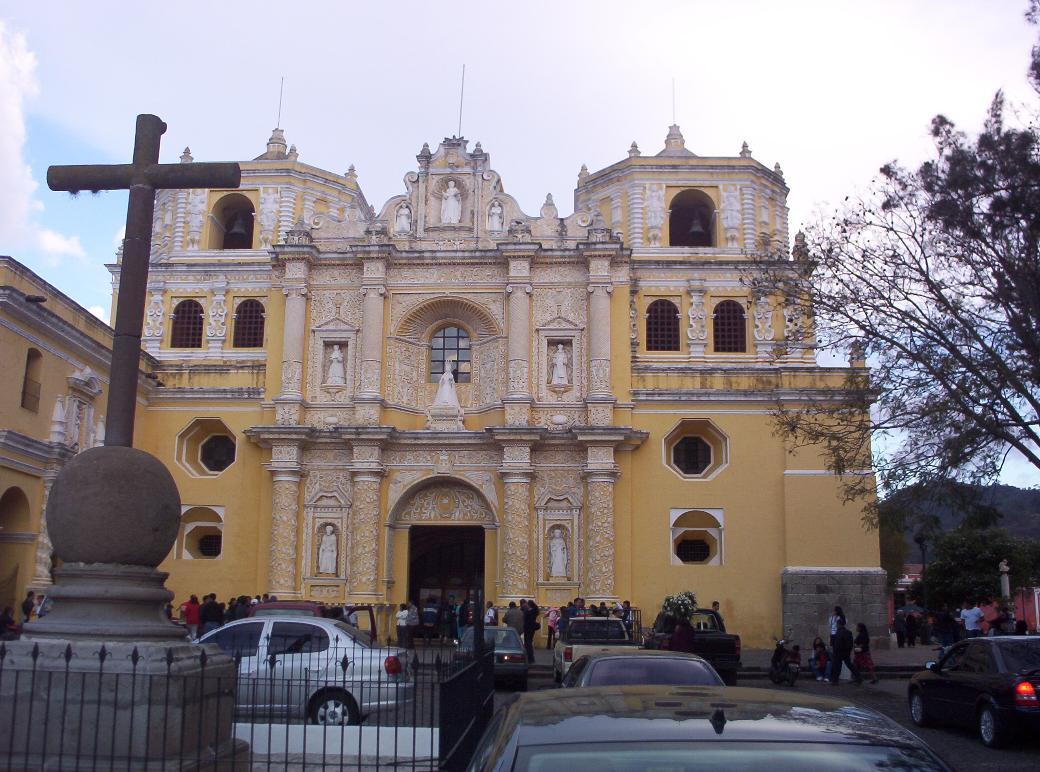
안티구아시

## 과테말라
- 안티과과테말라 (1979)
- 티칼 국립공원 (1979)
- 키리구아 고고유적 공원 (1981)

## 니카라과
- 레온 비에호 유적 (2000)
- 레온 성당 (2011)

## 도미니카 연방
- 모르네 트로이 피통 국립공원 (1997)

## 도미니카 공화국
- 산토 도밍고 식민도시 (1990)

## 멕시코
- 멕시코시티 역사 지구 (1987)

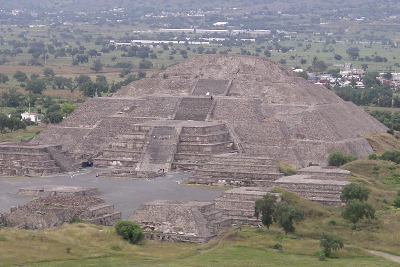
테오티와칸

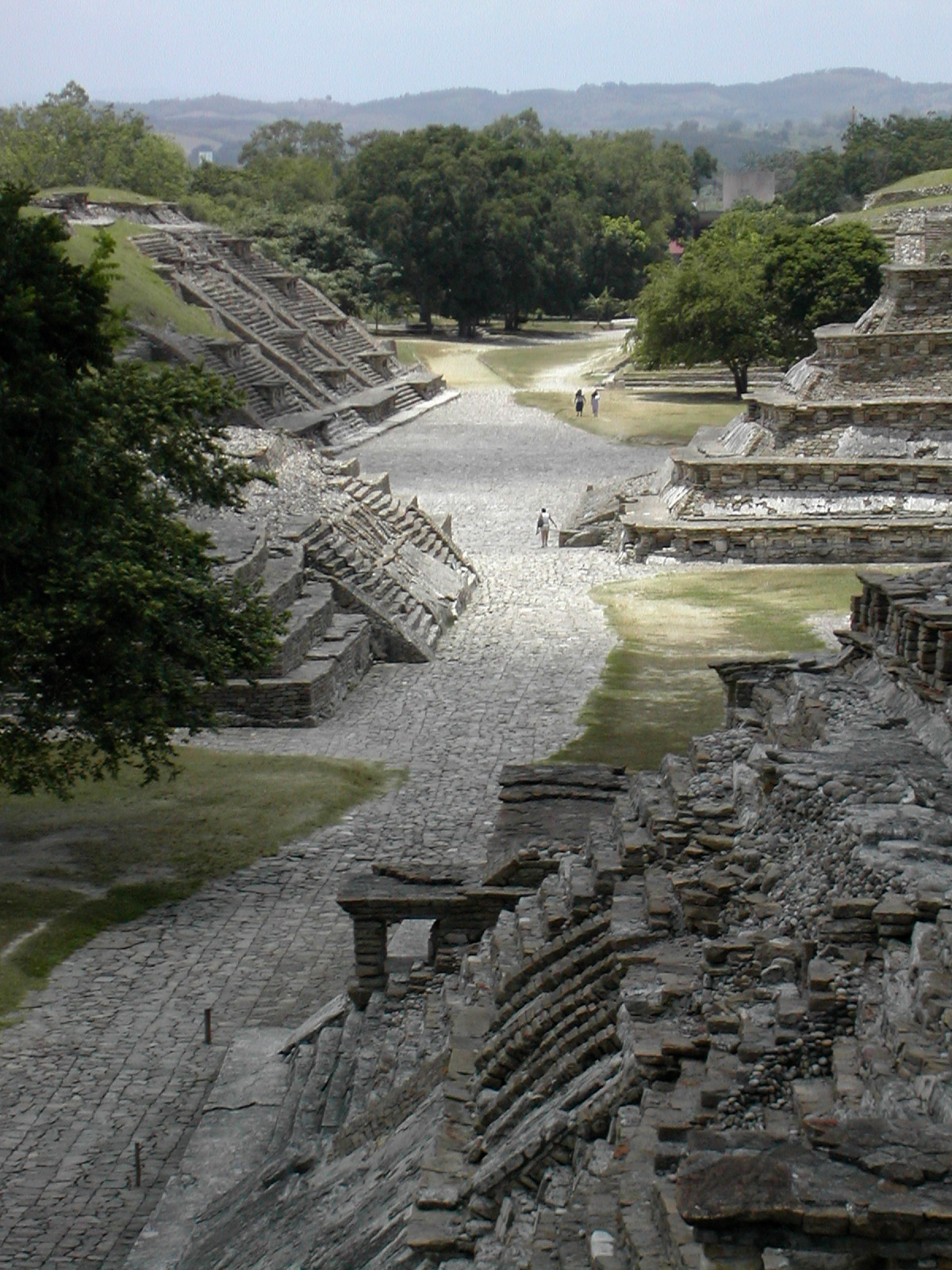
엘 타진

- 테오티우아칸의 이전 스페인 도시 (1987)
- 푸에블라 역사 지구 (1987)
- 옥사카 역사 지구 및 몬테 알반 고고유적지 (1987)
- 팔렝케의 이전 스페인 도시와 국립 공원 (1987)
- 시안 카안 생물권 보호지역 (1987)
- 치첸이트사의 이전 스페인 도시 (1988)
- 구아나후아토 타운과 주변 광산지대 (1988)
- 모렐리아 역사 지구 (1991)
- 엘 타진의 이전 스페인 도시 (1992)
- 시에라 데 샌프란시스코 암벽화 (1993)
- 사카테카스 역사 지구 (1993)
- 엘 비즈카이노 고래보호 지역 (1993)
- 포포카테페틀의 16C 수도원 (1994)
- 궤레타로 역사 기념물 지대 (1996)
- 욱스말의 이전 스페인 도시 (1996)
- 오스피치오 카바냐스 (1997)
- 파큄 카사스 그란데스 고고유적지 (1998)
- 티아코탈판 역사기념물지역 (1998)
- 캄페체 요새도시 (1999)
- 소치칼코 고고학 기념지역 (1999)
- 칼라크물, 캄페체의 고대 마야 도시 (2002)
- 콰레타라의 시에라 고르다의 프란치스코 선교본부 (2003)
- 루이스 바라간저와 아틀리에 (2004)
- 캘리포니아만의 섬들 및 보호 지구군 (2005)
- 용설란 재배지 경관 및 구 데킬라 공장 유적지 (2006)
- 국립대학(UNAM) 중앙대학 도시 캠퍼스 (2007)
- 산미겔 보존지구와 아토토닐코의 나사렛 예수 교회 (2008)
- 왕나비 생물권보전지역 (2008)
- 오아하카 중앙계곡의 야굴과 미뜰라의 선사동굴 (2010)
- 티에라 아덴트로의 카미노 레알 (2010)

## 미국
- 옐로스톤 국립공원 (1978)
- 메사버드 국립공원 (1978)
- 그랜드캐년 국립공원 (1979)
- 미국 독립기념관 (1979)

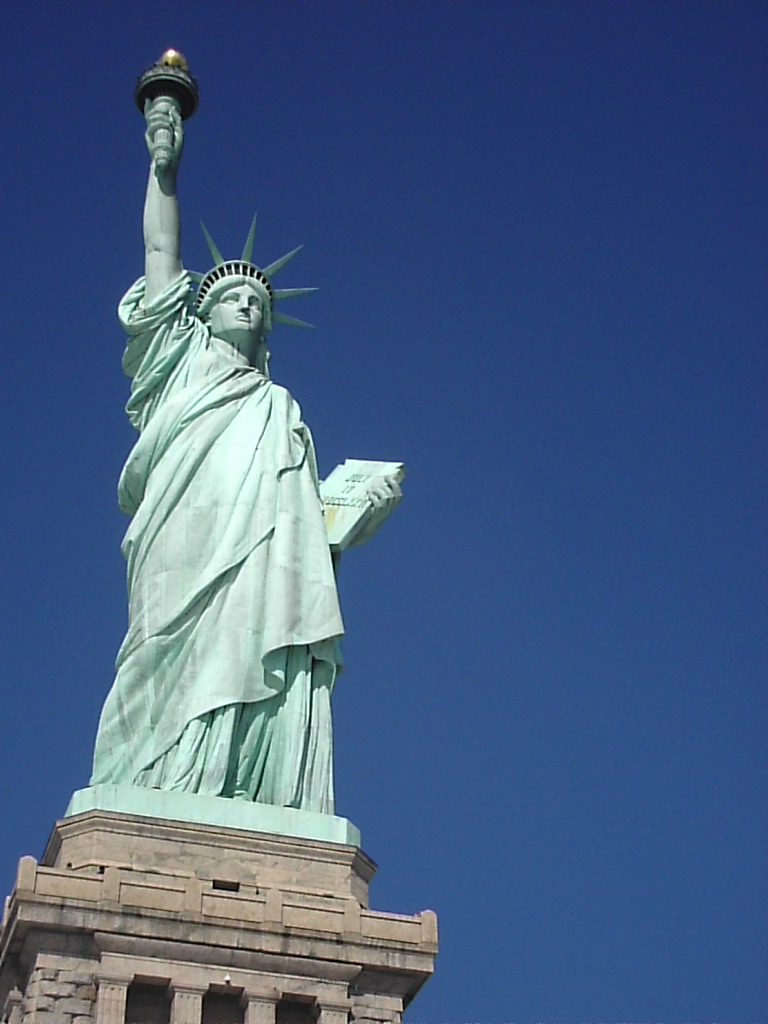
자유의 여신상

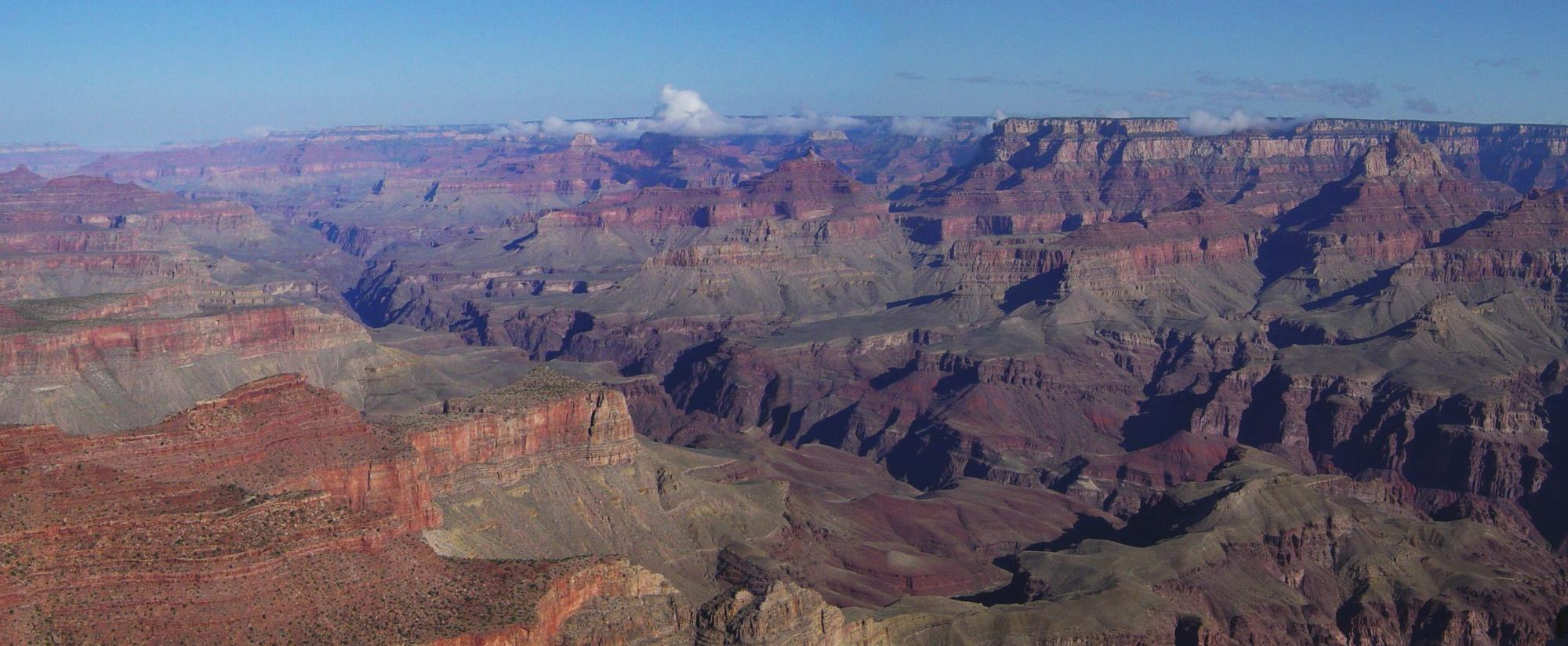
그랜드캐년 국립공원

- 알래스카·캐나다 국경의 산악 공원군 (1979)
- 에버글레이즈 국립공원 (1979)
- 레드우드 국립공원 (1980)
- 올림픽 국립공원 (1981)
- 맘모스 동굴 국립공원 (1981)
- 카호키아 역사유적 (1982)
- 그레이트스모키산맥 공원 (1983)
- 푸에르토리코 소재 라 포탈레자·산후안 역사지구 (1983)
- 요세미티 국립공원 (1984)
- 자유의 여신상 (1984)
- 차코 문화역사공원 (1987)
- 샬러츠빌의 몬티첼로와 버지니아 대학교 (1987)
- 하와이 화산공원 (1987)
- 타오스 푸에블로 (1992)
- 워터톤 글래시아 국제 평화공원 (1995)
- 칼즈배드 동굴 국립공원  (1995)
- 파파하노모쿠아키아 해양국립기념물 (2010)

## BLZ

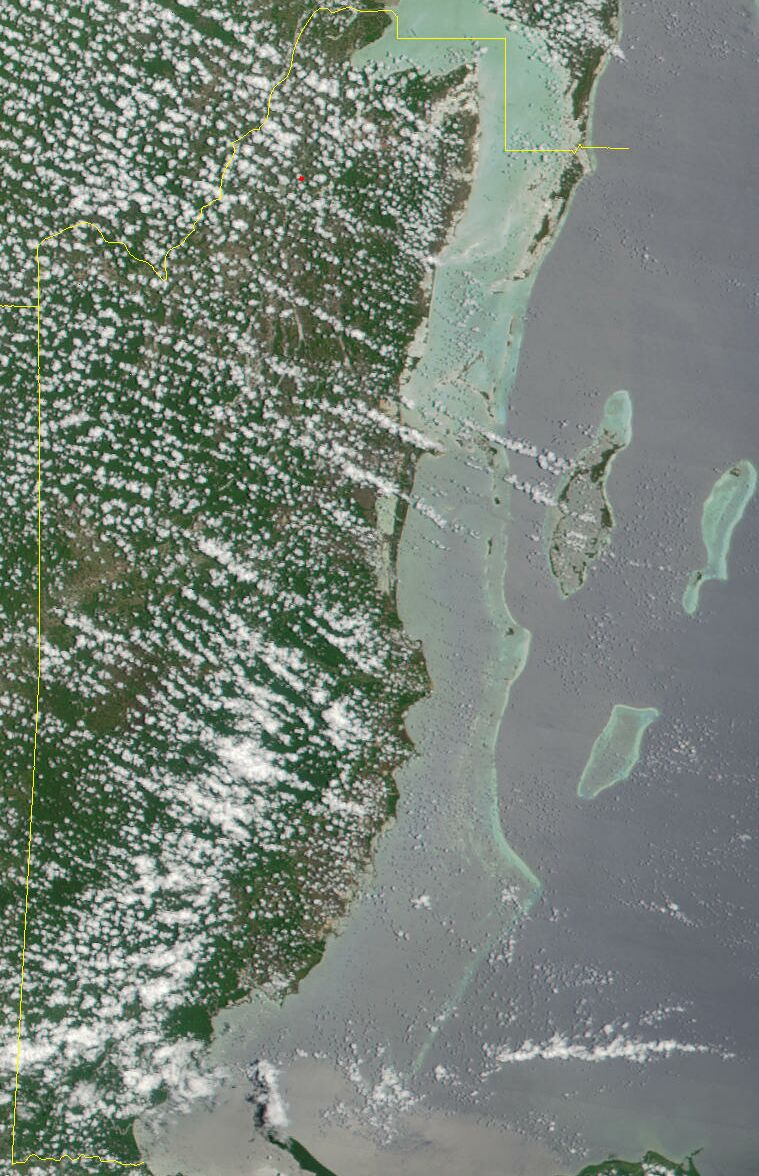
벨리즈 산호초 보호지역

## KNA

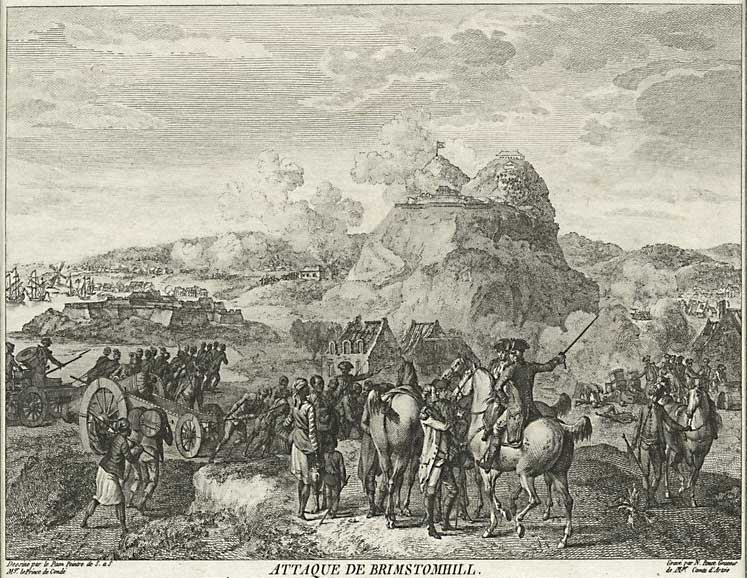
유황산 요새 국립공원

## {{bar{{{2}}}0|{{{1}}}}}{{bar{{{3}}}|{{{1}}}}}
- 브리지타운 역사지구 (2011)

## 벨리즈
- 벨리즈 산호초 보호지역 (1996)

## 세인트루시아
- 피턴 관리 지역 (2004)

## 세인트키츠 네비스
- 유황산 요새 국립공원 (1999)

## 아이티
- 국립역사공원-시터들, 상수시, 라미에르 (1982)

## 엘살바도르
- 호야 데 세렌 고고유적지 (1993)

## 온두라스
- 코판의 마야 유적 (1980)
- 리오 플래타노 생물권보호지역 (1982)

## 코스타리카
- 라 아미스테드 보호지역 및 국립공원 (1983, 1990)
- 구아나카스트 보호지역 (1999)
- 코코스 섬 국가 공원 (1997, 2002)
- 디키스의 석구와 그 주변의 콜럼버스 이전 시대의 족장사회 거주지역 (2014)

## 쿠바
- 구 아바나 시와 요새 (1982)
- 트리니다드와 로스잉헤니오스 계곡 (1988)
- 산페드로데라로카 성 (1997)
- 데셈바르코 델 그란마 국립공원 (1999)
- 비날레스 계곡 (1999)
- 쿠바 동남부의 최초 커피 재배지 고고학적 경관 (2000)
- 훔볼트 국립공원 (2001)
- 시엔푸에고스의 도시적 역사 지구 (2005)
- 카마궤이 역사 지구 (2008)

## 캐나다
- 나하니 국립공원 (1978)

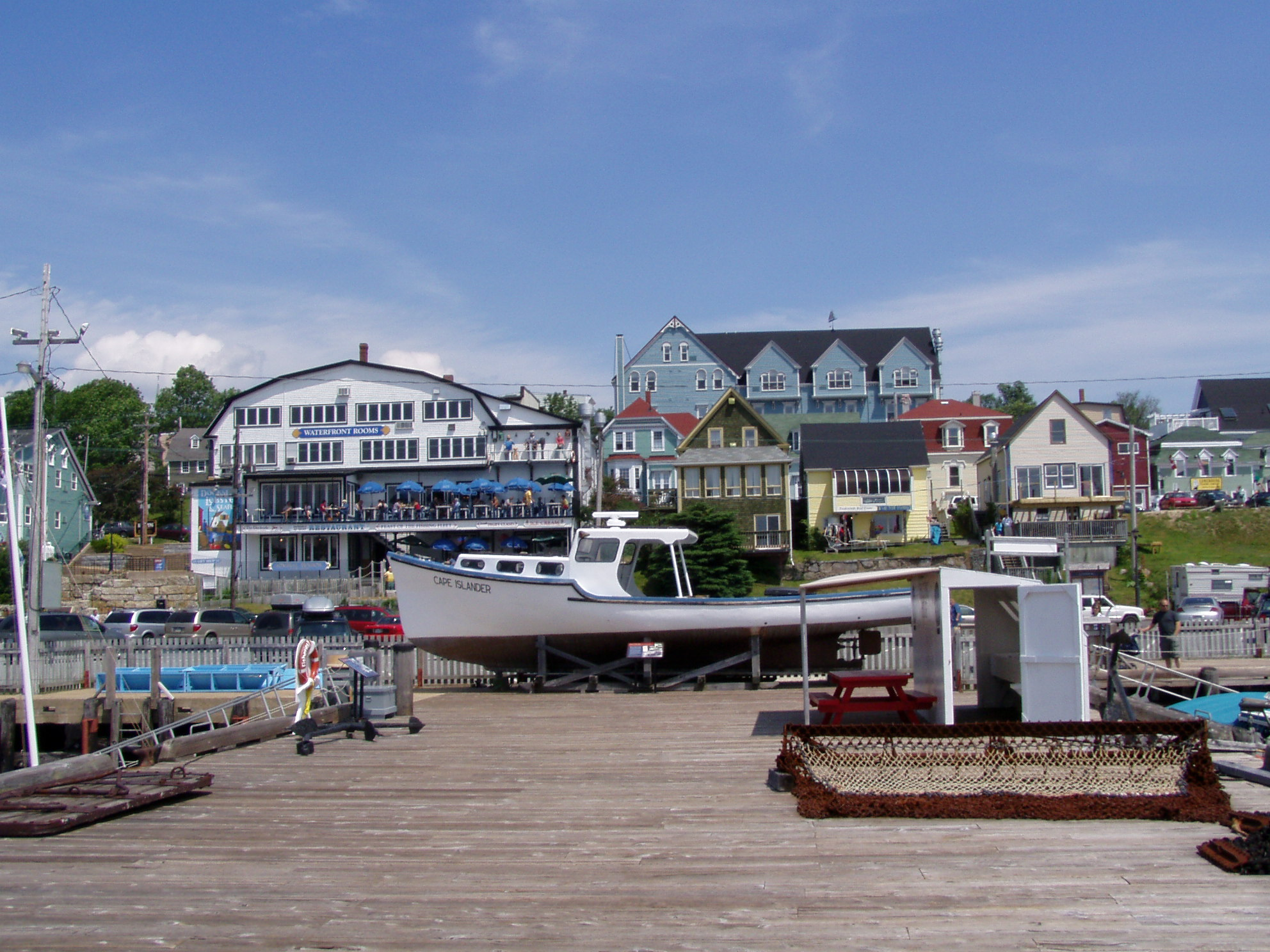
루넨버그

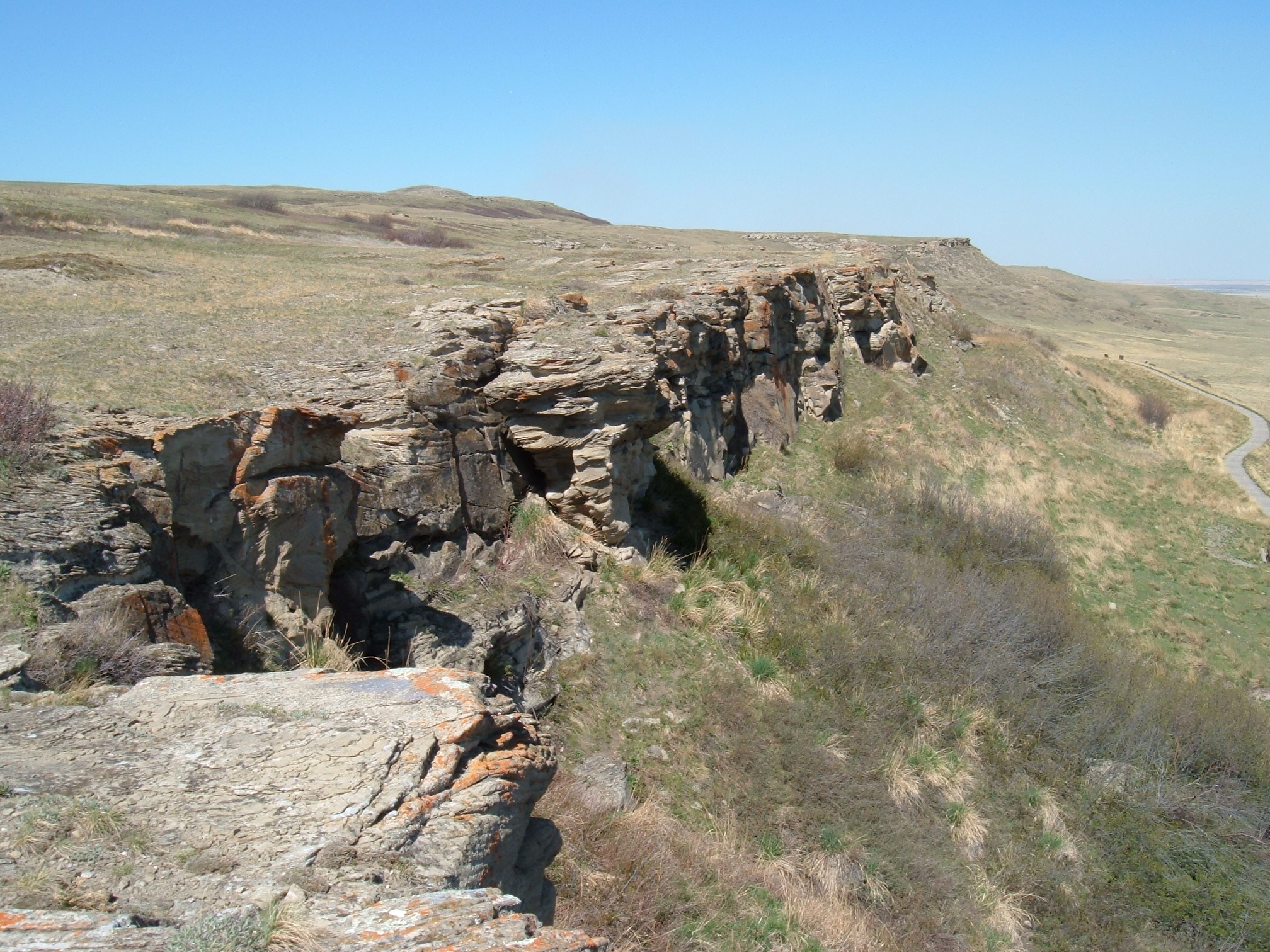
헤드-스매쉬드 버팔로

- 란세오 메도스 국립역사공원 (1978)
- 알래스카·캐나다 국경의 산악 공원군 (1979)
- 알버타주 공룡공원 (1979)
- 헤드-스매쉬드 버팔로 지대 (1981)
- 앤서니 섬 (1981)
- 우드 버팔로 국립공원 (1983)
- 캐나디언 록키산맥공원 (1984)
- 퀘벡 역사지구 (1985)
- 그로스 몬 국립공원 (1987)
- 루넨버그 구시가지 (1995)
- 워터톤 글래시아 국제 평화공원 (1995)
- 미구아사 공원 (1999)
- 리도 운하 (2007)
- 조긴스 화석절벽 (2008)
- 그랑 쁘레의 경관 (2012)

## 파나마
- 포토벨로와 산 로렌조 요새 (1980)
- 다리엔 국립공원 (1981)
- 라 아미스테드 보호지역 및 국립공원 (1983, 1990)
- 살롱 볼리바르와 파나마 역사구역 (1997)
- 코이바 국립공원과 그 해역 보호 특별지역 (2005)

## 같이 보기
- 아시아의 세계유산
- 유럽의 세계유산
- 아프리카의 세계유산
- 남아메리카의 세계유산
- 오세아니아의 세계유산